# Aphis cimicifugae
Aphis cimicifugae är en insektsart. Aphis cimicifugae ingår i släktet Aphis och familjen långrörsbladlöss. Inga underarter finns listade i Catalogue of Life.